# Фоторегистрирующая станция
Фоторегистрирующая станция (ФРС) «Дятел» - оптико-электронное измерительное устройство входящее в состав оборудования научно-измерительного пункта, как наземного, так и плавучего.

## Назначение и состав
Фоторегистрирующая станция «Дятел» предназначена для фоторегистрации траектории движения космического аппарата (ракеты) при взлете или посадки,  а также для измерения угловых координат фотографируемого объекта. В состав ФРС входит два фототеодолита каждый из которых оснащен объективом с фокусным расстоянием 350 мм, что обеспечивает широкий угол поля зрения. Регистрация изображения объектов осуществляется на высоко светочувствительную (1500-1700 единиц) фотопленку шириной 180мм. Частота съемки - 1,2,4 кадра в секунду.
Фоторегистрирующая станция синхронизированна с системой единого времени (СЕВ), на кадрах съемки можно увидеть не только угловые координаты фотографируемого объекта, но и точное время нахождения объекта по данным координатам. Для съемок в светлое время применяют мощные затемняющие светофильтры.
Получая данные с нескольких фоторегистрирующих станций расположенных на разных измерительных пунктах (ИП) можно получить:
- параметры движения объекта, то есть координаты в пространстве, скорость и ускорение в любой момент движения;
- регистрировать события, если с объектом что-то происходит, в какой точке пространства это было, на какой высоте, при какой скорости и перегрузке, то есть с наступлением каких условий.

Широкоугольная неследящая фоторегистрирующая станция является незаменимым средством траекторных измерений при работе как с групповыми объектами, так и одиночным, движущимся по труднопрогнозируемой траектории. Средняя квадратическая инструментальная ошибка в пределах угла места от 0° до 70° не более 25 угл./с; среднеквадратическая ошибка привязки моментов фотографирования к системе единого времени, 0,005с; формат снимка, 180×180мм; способ наведения с фиксацией через 10 угл.град. – ручной.
Фоторегистрирующая станция имеет следующие модификации: ФРС «Дятел»; ФРС «Дятел-2»; ФРС «Дятел-Т»